# HD 57646
HD 57646，又名BD+52 1205，SAO 26333、HR 2804，是一颗恒星，视星等为5.8，位于銀經165.74，銀緯26.03，其B1900.0坐标为赤經7h 17m 9.3s，赤緯+52° 26.03′ 52″。